# Rio Bourel
O Rio Bourel é um rio da Romênia afluente do Rio Ciripa, localizado no distrito de Bihor.